# Сапожников, Валентин Алексеевич
Валентин Алексеевич Сапожников (род. 13 декабря 1939, с. Маковское, Енисейский район, Красноярский край, РСФСР, СССР) — советский и российский физик и математик, организатор науки и высшего образования. Кандидат физико-математических наук, профессор. Заслуженный работник высшей школы Российской Федерации. 

## Биография
Родился 13 декабря 1939 года в селе Маковское Красноярского края. 
В 1963 году окончил механико-математический факультет Томского государственного университета. В дальнейшем продолжил обучение в аспирантуре Новосибирского государственного университета. Одновременно с этим работал в лаборатории моделирования Института теплофизики СО АН СССР, которой руководил М. А. Гольдштик.
В 1970 году под научным руководством академика Н. Н. Яненко защитил диссертацию на соискание учёной степени кандидата физико-математических наук. Через двадцать лет, в 1990 году, присвоено учёное звание профессора.
После основания Красноярского государственного университета по предложению Н. Н. Яненко группа его учеников, включая Сапожникова, перешла на работу в новый вуз. В 1972 году он основал и возглавил кафедру вычислительной математики в КрасГУ. 
В 1973—1979 годах — декан математического факультета Красноярского государственного университета.
С 1979 по 1993 год — проректор по научной работе, с 1993 по 1996 год — проректор по учебной работе, с 1996 по 1999 год — проректор по фундаментально-прикладным исследованиям, с 1999 по 2006 год — первый проректор по науке Красноярского государственного университета. Занимал пост проректора под руководством трёх ректоров. 
В конце 2006 года Красноярский государственный университет стал ядром организованного Сибирского федерального университета. После этого Сапожников возглавил Институт естественных и гуманитарных наук СФУ, во главе которого оставался до 2007 года. 
В 2007—2021 годах — директор Института фундаментальной биологии и биотехнологии Сибирского федерального университета. После ухода с поста директора продолжил работать в качестве помощника руководителя ИФБиБ. 

## Награды
- Орден «Знак Почёта»
- Медаль «Ветеран труда»
- Заслуженный работник высшей школы Российской Федерации (1999)